# Награда „Биљана Јовановић” Српског књижевног друштва
Награда „Биљана Јовановић” Српског књижевног друштва додељује се за најбоље књижевно дело на српском језику за претходну годину.
Награду у знак сећања на Биљану Јовановић установило је и додељује Српско књижевно друштво. Награда је први пут додељена на десетогодишњицу смрти књижевнице, 2006. године.
Награда се додељује на конкурсу за прозно, песничко и драмско дело, објављено у прошлој години, а које афирмише књижевне вредности „које су биле део аутентичног књижевног говора прерано умрле књижевнице: модеран и урбани сензибилитет и својеврсни дух побуне против малограђанског морала, књижевних конвенција и норми, табуа и забрана свих врста, друштвених и књижевних”.
Награду додељује трочлани или петочлани жири. Награда се састоји од повеље и новчаног износа.
У ранијим саставима жирија били су, међу осталима, и: Слађана Илић, Владислава Војновић и Драгана В. Тодоресков, Ђорђе Писарев, Снежана Божић, Срђан Срдић и Марјан Чакаревић.
Од 2022. жири ради у саставу: Драган Бошковић (председник), Ана Стишовић Миловановић и Тијана Матијевић.

## Добитници награде
| Година | Добитник            | Дело                      | Врста дела    | Реф.  |
| ------ | ------------------- | ------------------------- | ------------- | ----- |
| 2006.  | Срђан Ваљаревић     | Дневник друге зиме        | роман         | [ 1 ] |
| 2007.  | Даница Вукићевић    | Лук и стрела              | књига поезије | [ 1 ] |
| 2007.  | Ибрахим Хаџић       | Непрочитане и нове песме  | књига поезије | [ 1 ] |
| 2008.  | Немања Митровић     | Бајке с Венере            | књига прича   | [ 1 ] |
| 2008.  | Угљеша Шајтинац     | Вок он!                   | роман         | [ 1 ] |
| 2009.  | Јелена Ленголд      | Вашарски мађионичар       | књига прича   | [ 1 ] |
| 2010.  | Милена Марковић     | Птчије око на тараби      | књига поезије | [ 1 ] |
| 2010.  | Слободан Тишма      |                           | роман         | [ 1 ] |
| 2011.  | Владислава Војновић | PeeMeSme                  | књига поезије | [ 2 ] |
| 2012.  | Срђан Срдић         |                           | књига прича   | [ 2 ] |
| 2013.  | Иванчица Ђерић      | Несрећа и стварне потребе | роман         | [ 2 ] |
| 2014.  | Звонко Карановић    | Кавези                    | књига прозе   | [ 2 ] |
| 2015.  | Ото Хорват          | Сабо је стао              | роман         | [ 2 ] |
| 2016.  | Светислав Басара    | Анђео атентата            | роман         | [ 3 ] |
| 2017.  | Жарко Радаковић     | Кафана                    | роман         | [ 4 ] |
| 2018.  | Мирјана Митровић    | Хелена или о немиру       | роман         | [ 5 ] |
| 2019.  | Зоран Пешић Сигма   | Биће све у реду           | књига поезије | [ 6 ] |
| 2020.  | Ненад Милошевић     | Песме из лимба            | књига поезије | [ 7 ] |
| 2021.  | Соња Веселиновић    | Проклизавање              | књига поезије | [ 8 ] |
| 2022.  | Марија Караклајић   | Лице од стакла            | књига драма   | [ 9 ] |